# برت وارد
برت وارد (انگلیسی: Burt Ward؛ زادهٔ ۶ ژوئیهٔ ۱۹۴۵) یک هنرپیشه، و صدا پیشه اهل ایالات متحده آمریکا است. وی از سال ۱۹۶۶ میلادی تاکنون مشغول فعالیت بوده‌است.